# Franz Ballhorn
Franz Ballhorn (* 29. November 1908 in Münster; † 27. Februar 1979 in Nottuln) war ein deutscher Widerstandskämpfer gegen den Nationalsozialismus, Kommunalpolitiker und Funktionär des Verbands Deutsche Jugendkraft (DJK).

## Leben
Franz Ballhorn war bereits in jungen Jahren Führungskraft der DJK. Er gründete nach der „Machtergreifung“ der Nationalsozialisten einen Widerstandskreis. Insbesondere prangerte er die Ermordung von Adalbert Probst offen an. Der Reichsführer der DJK war im Zusammenhang mit dem Röhm-Putsches verhaftet und am 2. Juli 1934 erschossen worden.
Ballhorn musste in die Niederlande emigrieren und bekämpfte zusammen mit Pater Friedrich Muckermann den Nationalsozialismus publizistisch weiter. Die von Hein Hoeben herausgegebene Zeitschrift Katholieke Wereldpost, für die er schrieb, fand weltweit als katholischer Pressedienst Beachtung.
Nach der deutschen Okkupation der Niederlande wurde Ballhorn am 28. Juni 1940 in Breda vom Sicherheitsdienst (SD) verhaftet. Er wurde zunächst im KZ Herzogenbusch (Kamp Vught) inhaftiert, danach, vom 16. August bis zum Heiligabend 1940 in Berlin im Gefängnis des Polizeipräsidiums am Alexanderplatz, das zum Sitz der Berliner Gestapo geworden war, zeitweise in Einzelhaft. Am Heiligabend 1940 wurde er ins KZ Sachsenhausen überstellt. Seine Erlebnisse verarbeitete er in dem Buch Die Kelter Gottes.
Nach 1945 wurde er Amtsdirektor in Nottuln bei Münster. In der DJK übernahm er wieder zahlreiche Aufgaben – zunächst als 2. Vorsitzender im DJK-Zentralverband – und trug in dieser Position zur Beendigung des Richtungsstreites mit dem DJK-Hauptverband bei. Er überzeugte durch sein großes rhetorisches Talent. Von 1964 bis 1974 war er in der Nachfolge von Johannes Sampels Verbandsvorsitzender des 1961 wiedervereinigten DJK-Verbandes.

## Ehrungen
Neben allen Auszeichnungen und Ehrungen der DJK erhielt er den päpstlichen Ritterorden vom Hl. Gregorius dem Großen, das Bundesverdienstkreuz 1. Klasse und den Orden Pour le merite de la Resistance der Niederlande. In der Gemeinde Nottuln ist eine Straße nahe seinem Wohnhaus nach ihm benannt.

## Schriften
- Die Kelter Gottes. Tagebuch eines jungen Christen 1940–1945. Verlag „Der Quell“, Münster 1946; Neuausgabe: Regensberg, Münster 1980, ISBN 3-7923-0464-3.